# 團團珍聞

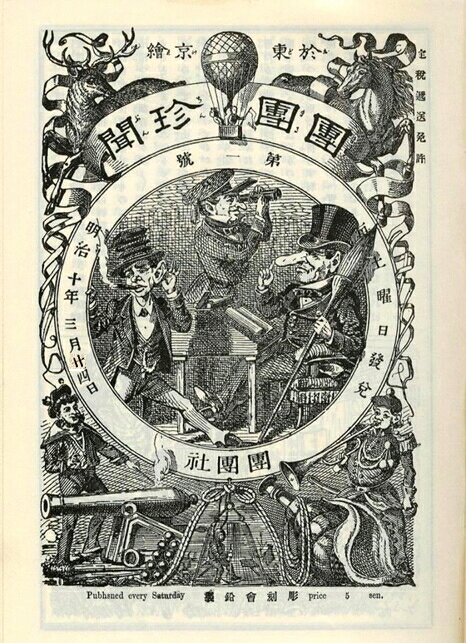
図1　團團珍聞創刊号

團團珍聞（まるまるちんぶん）は、1877年（明治10年）から1907年（明治40年）まで刊行された、主に週刊の戯画入り時局風刺雑誌である。マルチンと呼ばれた。社説にあたる茶説・洒蛙説（しゃあせつ）のほか、狂句・狂歌・風刺戯画で藩閥政府を皮肉って人気を呼び、自由民権運動の機運をあおった。『團々』、『団団』、『団々』と書いている資料もある。一時期、妹格の『驥尾團子』（きびだんご）誌もあった。

## 経緯
1877年（明治10年）2月25日、野村文夫は神田雉子町（現・東京都千代田区神田司町に『團團社』を起こし、3月14日又は3月24日『團團珍聞』誌を創刊した。毎週土曜発売。東京日日新聞を発行する日報社と各地の売捌所とが売った。

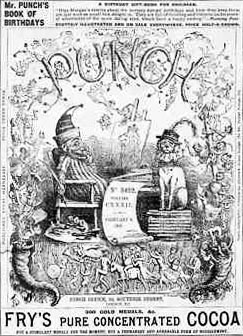
図2　英国のパンチの表紙

野村の意中には、英国の風刺雑誌『パンチ』があったと思われる。二誌の表紙が、右に見る通り、似ている。マルチンの亜鉛凸版の表紙は当時斬新だった。下絵は本多錦吉郎が描いた。
創刊のとき、西南戦争は始まっていた。藩閥政府の専横とそれに反発する自由民権派と。政府は1875年、讒謗律と新聞紙条例を布告して言論を圧迫し、マスコミの受難が相次いでいた。團團珍聞は直には批判せず、高官を非難する時も実名を避け、例えば、『最後酒盛』で西郷隆盛を『桐の折詰』で桐野利秋を暗示するような謎と戯画とで、弾圧の矛先をかわした。
好評で、創刊の1877年に年間約15万部、1880年には約26万部を売った。投書が多く、宮武外骨はマルチンへの投書家として出発した。
編集陣には梅亭金鵞・田島任天・総生寛・真木痴嚢・鶯亭金升らがいて、画家には本多錦吉郎・小林清親・田口米作・ジョルジュ・ビゴーらがいた。
黒田清隆が自宅で、酒乱で妻を惨殺したという説が流布しているのを諷刺し、1878年4月13日、発行停止となった。
弾圧の対抗策に、團團社は1878年10月から『驥尾團子』誌を出し、團團の発行停止の場合に備えた。そして頻繁に、罰金・禁獄・発行停止などの処分を受けた。1883年、政府は團團・驥尾を念頭に、新聞紙条例を改訂してピンチヒッター的並立を困難にしたので、團團社は驥尾團子の自殺号を出した上で同誌を廃刊した。
1891年（明治24年）、野村文夫が没した後は梅亭金鵞が雑誌を支え、二年後に金鵞が没した後は、文夫の親族の野村猪三が経営したものの、次第に社運が傾き、1897年4月、大岡育造が團團社を買い取って大岡の中央新聞社の銀座四丁目に社を移し、社名を『珍聞館』と変えた。
この時期まで、團團珍聞は神田区雉子町32番地の團團社から発行されているが、一方、政論新聞の日本社は、1892年頃には既に、野村文夫が日本新聞に譲渡した雉子町の社屋に入っていた。團團社が立ち退き前の番地を誌上に印刷し続けた事情は分からない。
珍聞館時代は真木痴嚢と鶯亭金升が編集の二本柱だった。自由民権の時代は遠く、日清戦争・日露戦争に連勝した後のマルチンは、芸妓の話題と漫画が多くなり、風刺戯画雑誌の色彩は薄れて行った。しかし漫画雑誌の同業は多く、やがて経営状態が悪化した。1907年（明治40年）、大岡社長が手放し、真木と鶯亭も退社し、7月27日付けの第1654号の発行までが確認されているが、再興の試みは実らなかった。

## 復刻版
- 『団団珍聞 復刻版』、本邦書籍（1981 - 1984）